# بانکوک خطرناک (فیلم ۲۰۰۸)
«بانگکوک پر خطر» (انگلیسی: Bangkok Dangerous) فیلمی در ژانر اکشن و مهیج است که در سال ۲۰۰۸ منتشر شد. از بازیگران آن می‌توان به نیکولاس کیج اشاره کرد.این فیلم بازسازی یک فیلم تایلندی با همین نام در سال ۲۰۰۰ است. این فیلم نامزد دریافت جایزه ((گلدن تریلر)) برای بهترین تریلر یک فیلم اکشن خارجی شد. بانگکوک پر خطر جزو بهترین فیلم های نیکولاس کیج محسوب می‌شود.